# Cerro La Macana
El Cerro La Macana y su prolongación norte, el Cerro Montero (1.141 m s. n. m.), constituyen una formación de montañas ubicadas en el extremo Oeste del estado Falcón, Venezuela. A una altitud de 1.164 m s. n. m. el Cerro La Macana es el punto más elevado en el Oeste de Falcón.  Está ubicado en un punto medio entre la Serranía de Las Copas por el Oeste y la Serranía de Avaria por el Este.